# لوریس کاریوس
لوریس اسون کاریوس (آلمانی: Loris Sven Karius؛ زادهٔ ۲۲ ژوئن ۱۹۹۳) بازیکن فوتبال اهل آلمان است که‌ برای شالکه در بوندس لیگا ۲ بازی می‌کند. وی در تیم جوانان آلمان نیز بازی کرده‌ است.
از باشگاه‌هایی که در آن بازی کرده‌است می‌توان به منچستر سیتی، ماینتس ۰۵ و لیورپول ، بشیکتاش و نیوکاسل اشاره کرد.
کاریوس در ۲۴ مه ۲۰۱۶ با قراردادی ۵ ساله به ارزش ۴٫۷ میلیون پوند را با باشگاه فوتبال لیورپول به امضا رساند. در تاریخ ۲۴ اوت ۲۰۱۸، وی با قراردادی قرضی به مدت دو سال به باشگاه بشیکتاش منتقل شد. پس از پایان قرارداد قرضی اش با بشیکتاش بار دیگر به مدت یک فصل به یونیون برلین قرض داده شد.
کاریوس در تمام سطوح جوانان از زیر ۱۶ سال به بعد حاضر بود اما تعداد بازی‌هایش به دلیل رقابت با سایر دروازه‌بانان محدود بود. وی تاکنون برای تیم ملی بزرگ‌سالان آلمان به میدان نرفته است.

## اوایل زندگی
لوریس اسون کاریوس در سال ۱۹۹۳ در بیبره بادن وورتمبرگ به دنیا آمد. وی اوایل می‌خواست یک دوچرخه سوار حرفه‌ای شود اما با اصرار پدرش بر روی فوتبال تمرکز کرد کاریوس پس از گذراندن تحصیلات خود در سال ۲۰۰۹ از آلمان به انگلستان رفت.او در سال ۲۰۲۲ با دیلتا لئوتا خبرنگار ایتالیایی وارد رابطه شد و آنها در سال ۲۰۲۳ سال فرزندی دختر شدند.این زوج در سال ۲۰۲۴ با یکدیگر ازدواج کردند.

## دوران حرفه‌ای

### آغاز کار
کاریوس پیش از پیوستن به باشگاه جوانان اشتوتگارت، در تیم‌های محلی پرورش یافت. وی در سپتامبر ۲۰۰۸ برای تیم جوانان زیر ۱۶ سال آلمان مقابل مقدونیه به میدان رفت و اولین بازی خود را برای المان در این رده سنی انجام داد.

### منچستر سیتی
باشگاه فوتبال منچستر سیتی، پس از تماشای بازی کاریوس در تیم زیر ۱۶ ساله‌های المان مقابل آذربایجان، از وی و خانواده اش دعوت کردند تا به انگلستان بیایند و ۱ ژوئیه ۲۰۰۹ با او قرارداد بستند. لوریس برای تیم زیر ۱۸ ساله‌های منچستر سیتی تا ۲۱ سالگی اش به میدان رفت اما هرگز موفق به راه یافتن به ترکیب اصلی نشد.

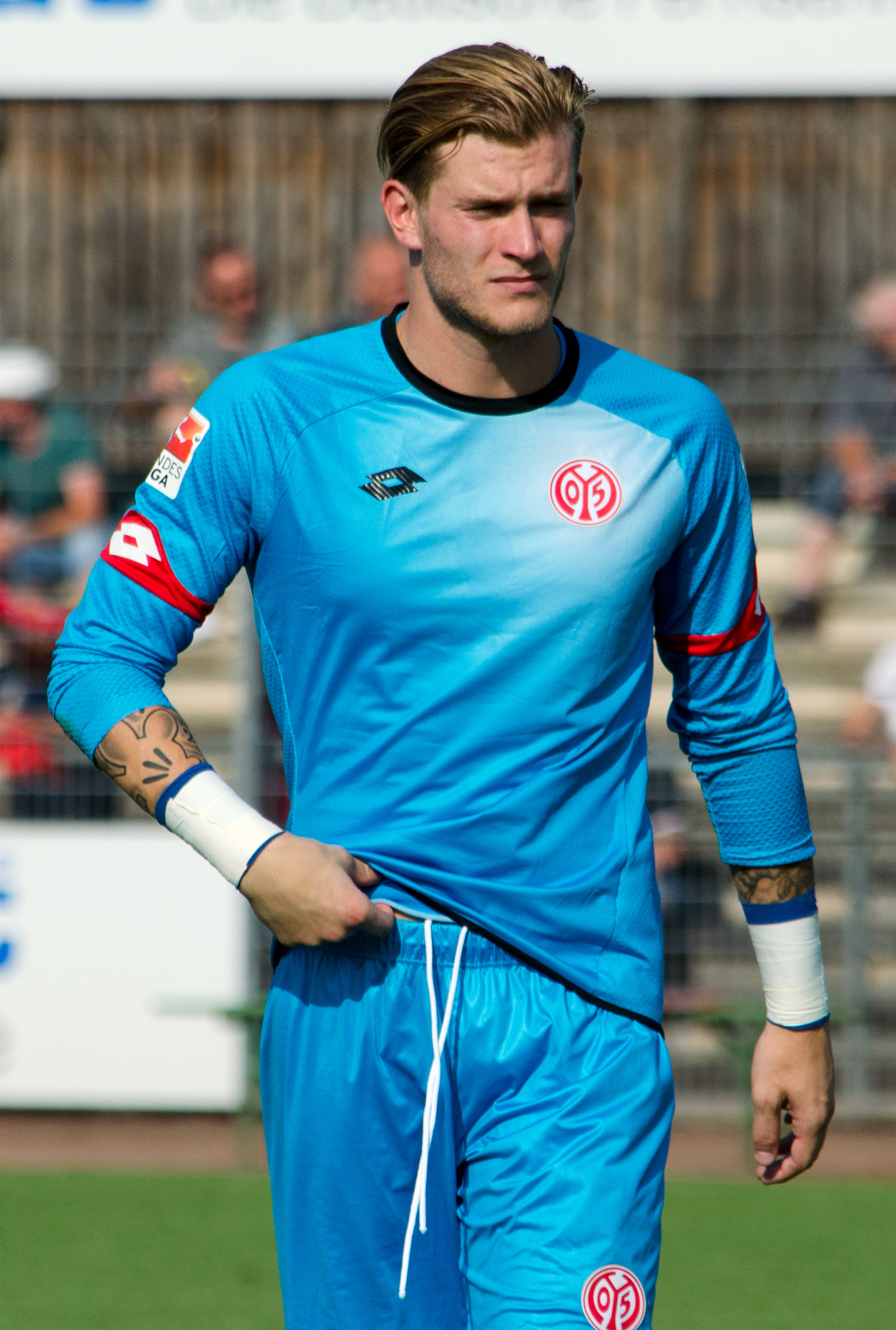
کاریوس در سال ۲۰۱۵ در تیم ماینتس ۰۵

### ماینتس ۰۵
منچستر سیتی در ماه اوت سال ۲۰۱۱ کاریوس را به صورت قرضی به ماینتس فرستاد. وی قرارداد خود را دائمی و تا ژوئن ۲۰۱۵ با ماینتس تمدید کرد. وی اولین بازی خود برای ماینتس را در ۱ دسامبر ۲۰۱۲ مقابل باشگاه هانوفر انجام داد و با ۱۹ سال و ۵ ماه و ۹ روز جوانترین دروازه‌بان بوندسلیگا تا آن سال‌ها شد. وی در فصل ۱۳–۲۰۱۲ حضور بیشتری در ترکیب تیم خود نداشت. اما وی در فصل بعد دروازه‌بان اول مایتنس شد.
کاریوس در فصل ۲۰۱۵–۲۰۱۶ هم برای تیم ماینتس به میدان رفت و توانست ۹ بار کلین شیت کند و دروازه خود را بسته نگه دارد. وی در همان فصل به عنوان دروازه‌بان دوم برتر فصل بوندسلیگا از نگاه هواداران انتخاب شد که پایین‌تر از دروازه‌بان برتر دنیا یعنی مانوئل نویر بود.

### لیورپول
در تاریخ ۲۴ می ۲۰۱۶، وی قراردادی پنج ساله با لیورپول امضا کرد و با مبلغ ۴٬۷ میلیون پوند به لیورپول منتقل شد و شماره پیراهن ۱ را بر تن کرد. وی اولین بازی خود را در جام حذفی دربی شهر انجام داد. وی اولین بازی لیگ برتر خود را در مقابل هال سیتی انجام داد که با برتری ۵–۱ قرمزها به پایان یافت. در ۲۴ اکتبر ۲۰۱۶ یورگن کلوپ سرمربی آلمانی لیورپول کاریوس را به عنوان دروازه‌بان اول تیم انتخاب کرد اما پس از عملکرد ضعیف وی، مینیوله را دروازه‌بان اول تیم انتخاب کرد. اما پس از مدتی کلوپ تصمیم گرفت به کاریوس فرصتی بدهد و دربارهٔ او گفت که کاریوس هنوز جوان است و او خواهد برگشت.
در فینال لیگ قهرمان اروپا ۲۰۱۸ که بین دو تیم لیورپول و رئال مادرید برگزار شد، کاریوس مقصر ۲ گل خورده شده از تیم مقابل بود. در گل اول، وی هنگامی که می‌خواست با دست توپ را به هم تیمی اش پاس دهد اشتباه جلوی پای کریم بنزما انداخت و او گل اول را زد. در گل سوم نیز هنگامی که گرت بیل از فاصله خواست شانس خود را امتحان کند، توپ را شوت کرد و توپ درست به نقطه ای که کاریوس بود رفت و توپ پس از برخورد به دست وی وارد دروازه شد. پس از این بازی که با نتیجه ۳–۱ به سود رئال مادرید تمام شد، کاریوس به گریه افتاد و به سوی هواداران رفت و از آنان عذر خواهی کرد و آن‌ها نیز او را بخشیدند اما عده ای دیگر، وی را تهدید به مرگ کردند و همچنین آرزو کردند که فرزندانش بمیرند و همسرش را نیز به قتل می‌رسانند با اینکه کاریوس فرزندی ندارد. این اتفاقات باعث شد پلیس مرسی ساید وارد ماجرا شود. پنج روز بعد، کاریوس تحت معاینه در بیمارستان ماساچوست در آمریکا قرار گرفت و پزشکان به او گفتند که ضربه ای به سرش وارد شده و مشخص شد که چند دقیقه قبل از به ثمر رساندن گل اول، آرنج سرجیو راموس به سر وی وارد شده‌است، همچنین داور هیچ واکنشی نسبت به این اتفاق از خود نشان نداد. پزشکان می‌گویند ممکن است این آسیب دیدگی، بر روی عملکرد وی تأثیر گذاشته باشد. به هر حال کاریوس پس از این اشتباهات در پست اینستاگرام خود از این اتفاقات عذرخواهی کرد.
در ژوئیه ۲۰۲۱ کاریوس به لیورپول بازگشت اما یورگن کلوپ اعلام کرد کاریوس در ترکیب قرار نخواهد گرفت. او تا پایان قراردادش هیچ حضور رسمی دیگری برای این باشگاه نداشت.
در ۱۲ سپتامبر ۲۰۲۲ کاریوس با قراردادی یک ساله به نیوکاسل یونایتد پیوست.